# جاي روس ماكاي
جاي روس ماكاي هو جغرافي وأستاذ جامعي كندي، ولد في 31 ديسمبر 1915 في تايوان، وتوفي في 28 أكتوبر 2014 في كيلونا في كندا.